# Илларионовка (Краснодарский край)
Илларионовка — село в Адлерском районе муниципального образования город-курорт Сочи Краснодарского края России. Входит в состав Кудепстинского сельского округа.

## География
Село находится в юго-восточной части края, в предгорной зоне Причерноморского побережья, в междуречье рек Большой и Малой Хосты. Рельеф местности в основном холмистый с ярко выраженными колебаниями относительных высот.

## История
Согласно Закону Краснодарского края от 1 апреля 2004 года № 679-КЗ село Илларионовка вошла в состав образованного муниципального образования город-курорт Сочи.

## Население
| 2002 | 2010 |
| ---- | ---- |
| 479  | ↘439 |

Национальный состав
Согласно результатам переписи 2002 года, в национальной структуре населения русские составляли 53 %, армяне	40 % от 479 жителей.

## Инфраструктура
МБУЗ города Сочи Участковая больница № 3. Стадион. Мемориал жертвам Великой Отечественной войны. Выращивается чай.

Развит туризм

## Транспорт
Доступен автомобильный транспорт. Остановка автобусного маршрута 127 